# Universidade de Sancoré
A Universidade, Mesquita ou Madraça de Sancoré (Sankore) é o mais antigo dos três centros de ensino de Tombuctu, no Mali, África Ocidental. As três mesquitas, Sancoré, Djinguereber e Sidi Iáia, compõem o centro de conhecimento e estudos islâmicos conhecido como Universidade de Tombuctu, um dos grandes centros de produção de conhecimento do mundo islâmico medieval. A madraça é uma "escola" em árabe.

## História
A mesquita foi fundada em 989 pelo juiz do Tombuctu, Alcaide Acibe ibne Maomé ibne Omar. Construiu o pátio interno da mesquita com as mesmas dimensões da Caaba em Meca. Tempos depois, uma rica dama mandinga financiou a Universidade de Sancoré e ajudou a torná-la no principal centro de educação. A universidade prosperou e tornou-se sede muito significativa de aprendizado no mundo islâmico, sobretudo sob o mansa Muça I (r. 1307–1332) e sob a dinastia de Ásquia (r. 1493–1581). Foi nesse período que a universidade ganhou grande notoriedade por todo o mundo islâmico, atraindo intelectuais de toda a África e Oriente Médio para o Reino do Mali para estudar e produzir sobre a cultura e religião islâmica no centro. 

## Crescimento como centro de aprendizado
Tombuctu era o ponto de passagem de uma ampla rede de comércio que estendia-se desde o Médio Oriente até o norte da África. Como um centro de peregrinação religiosa. Ao final do reinado de mansa Muça I, a mesquita de Sankoré foi tranformada em uma madraça, com o maior acervo de livros e manuscritos da África desde a biblioteca de Alexandria, com um nível de aprendizado que superava o de muitas escolas islâmicas do mesmo período. A madraça era capaz de abrigar 25.000 estudantes e sua biblioteca possuía um acervo entre 400.000 e 700.000 livros e manuscritos.
É, por vezes, considerada a primeira universidade do mundo, apesar de sua organização pedagógica não seguir modelos convencionais ao ocidente. As aulas se davam nos pátios, e cada estudante estava ligado a um imame, que os orientava no estudo do corão e de disciplinas seculares, como geometria, álgebra e astronomia. Os estudos eram divididos em níveis, cada um identificado por uma cor de turbante diferente, sendo um primeiro introdutório, um segundo de aprofundamento para que no terceiro, fosse produzido um estudo próprio, preservando-se sempre uma cópia desse na universidade. Aos estudantes que chegassem ao quarto nível, eram reservadas funções administrativas e educacionais nas cidades e mesquitas da região. 
As bibliotecas e acervos de manuscritos do complexo eram enormes, sendo a maior biblioteca no continente africano desde a Biblioteca de Alexandria. No seu apogeu, acredita-se que se tenha contido mais de setecentos mil manuscritos, e mais de vinte e cinco mil estudantes concomitantes. Em suas ruinas e nas parcelas da construção que sobreviveram até os dias de hoje, mais de vinte mil manuscritos foram preservados, mesmo com a negligência, constantes ataques e ações do tempo deteriorando boa parte do acervo ao longo dos séculos. 

## Níveis de ensino

### Escola corânica
O primeiro estágio consistia do estudo do árabe e das línguas locais, além de uma memorização profunda do alcorão. Também eram introduzidos as ciências básicas neste estágio.

### Estudos gerais
O segundo estágio focava-se numa imersão total nas ciências básicas, onde eram visto a gramática, geometria, matemática, geografia, história, física, astronomia, além de estudos mais avançados do alcorão. Além isso aprendia-se os hádices, jurisprudêcia e "purificação espiritual".

### Nível Superior
Este estágio consistia em uma pesquisa de um tema de ordem prática ou de corânica. Os estudantes ficavam atrelados a um mestre ou sheik. 

### Nível Final
O último estágio era o de mestre ou professor. Os formandos eram investidos como juízes e atuavam nas vilas ou cidades no entorno de Tombuktu. Se impressionasse o seu sheik poderia ser convidado para fazer parte do "conselho de sábios" ajudando na administração da cidade. Os que permaneciam eram integrados ao quadro da universidade depois de uma rígida sabatina com os sábios.